# سیمرغ (پهپاد)
سیمرغ یا شاهد ۱۷۱ پهپادی ساخت ایران است که نوعِ مهندسی معکوس شدهٔ RQ-۱۷۰ می‌باشد و در تاریخ ۲۲ اردیبهشت ۹۳ توسط نیروی هوافضای سپاه پاسداران انقلاب اسلامی رونمایی گردید. نیروی پیشران پهپاد سیمرغ از موتور «تی‌اف۳۴» جنرال الکتریک و سرعتِ آن ۸۰۰ الی ۹۷۰ کیلومتر در ساعت است. ارتفاع این پهپاد ۳ متر، طول بال‌ها در آن ۱۳ متر، و ارتفاع پروازی سیمرغ ۱۵۰۰۰ متری می‌باشد. همچنین برد این پهپاد به ۴۴۰۰ کیلومتر می‌رسد.
سیمرغ نوعی پهپاد «تاکتیکی عملیاتی» محسوب می‌شود که اصلی‌ترین کاربردِ آن در زمینهٔ شُنود سیستم‌های مخابراتی (همانند موبایل، بی‌سیم رادیویی) و عکس برداری از منطقه‌های نظامی-استراتژیکی است. این پهپادِ مهندسی معکوس شده، قادر به حمل چهار بمب هدایت شونده می‌باشد. حسگرهای دقیق و حساسی در سیمرغ تعبیه شده‌است که با هدف اندازه‌گیری حرارت، حرکت، تشعشع‌های رادیو اکتیو و دیگر کمیت‌ها مورد استفاده قرار می‌گیرد. از دیگر مشخصات آن، بکارگیری دوربین‌های قدرتمند و سیستم ناوبری هوشمند می‌باشد.

## رونمایی
پهپاد سیمرغ در زمان بازدید رهبر جمهوری اسلامی ایران سید علی خامنه‌ای در آبان سال ۱۳۹۴ از نمایشگاه دستاوردهای نیروی هوافضای سپاه، بعنوان اولین نوع ایرانی از پهپاد غنیمت گرفته شده RQ-۱۷۰ آمریکایی رونمایی گردید. پس از گذشت مدتی، فیلم‌هایی از پرواز کردن سیمرغ به تصویر کشیده شد.

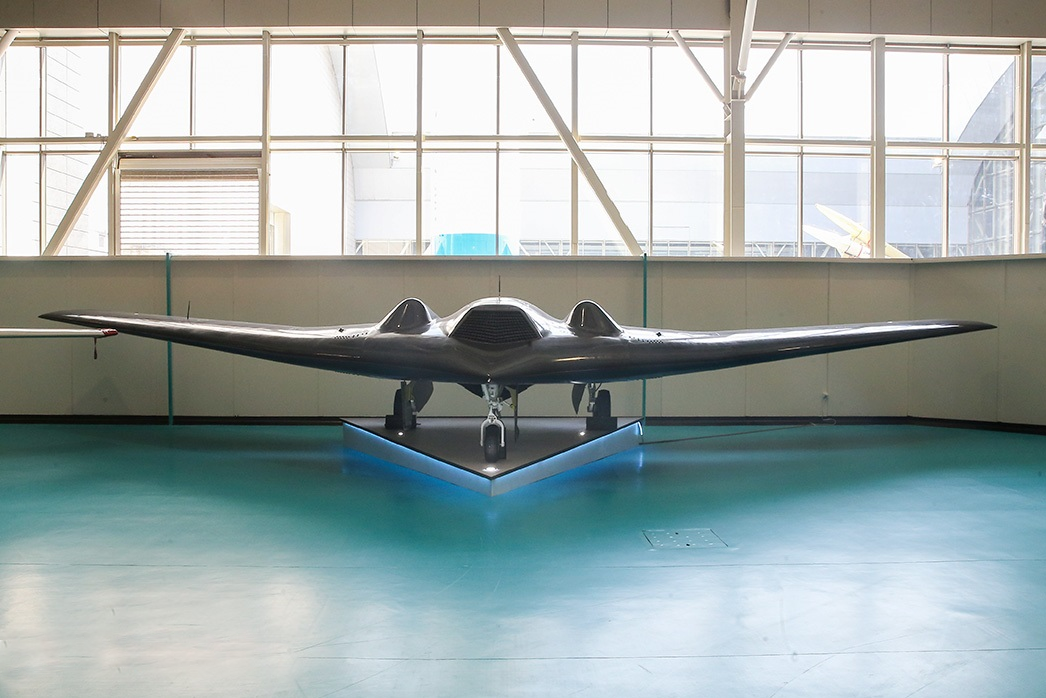

 سپس، در طی بازدید علی شمخانی دبیر شورای عالی امنیت ملی از نمایشگاه دستاوردهای پهپادی نیروی هوافضای سپاه پاسدان انقلاب اسلامی در سال ۱۳۹۵ از دو نمونه از این خانواده رونمایی کردید که مجهز به پیشرانه‌های جت و ملخی بودند.

## تولید
در تاریخ یکشنبه ۱۳ آذرماه سال ۱۳۹۰، مقامات نظامی ایرانی اعلام داشتند که یک فروند پهپاد شناسایی RQ-۱۷۰ ساختهٔ آمریکایی مشهور به جانور قندهار را ردیابی نموده‌اند و توانستند با رخنه به سیستم‌های راداری-کنترلیِ این پهپاد که در درون مرزهای ایران در آسمان پرواز کرده بود را در مکانی در نزدیکی شهر مشهد بر روی زمین بنشانند. متخصصان دفاعی ایران از طریق مهندسی معکوس، قطعات RQ-۱۷۰ را از یکدیگر جداسازی نموده و قطعه‌های آنرا بومی سازی کردند و با کنار هم قراردادن آن قطعات، پهپادی بنام «سیمرغ» در ۲ نوع شناسایی و رزمی را طراحی و تولید نمودند.